# 丽莎·费雪
麗莎·梅洛妮·費雪（英語：Lisa Melonie Fischer，1958年12月1日—）是一位美國女歌手和詞曲作者。1991年發行出道專輯《如此強烈》便獲得成功，並憑藉著單曲《我該如何撫平傷痛》獲得葛萊美獎。她還曾是斯汀、路德·范德魯斯和蒂娜·特納等多位知名歌手的和聲歌手，曾於1989年至2015年隨同滾石樂隊進行巡迴演唱會。

## 個人背景
麗莎·費雪於1958年12月1日出生在美國紐約市布魯克林區的格林堡附近。她出生時母親才16歲，而後來她又陸續有了兩個弟弟。

## 作品

### 專輯
- 《如此強烈（英语：So Intense）》（1991年）

### 戲劇
| 戲劇名     | 演出日期            | 演出地點     | 飾演角色        |
| ---------- | ------------------- | ------------ | --------------- |
| 為歌而生！ | 1996年8月—1997年1月 | 聯合廣場劇院 | 多麗絲·溫特（Doris Winter） |

## 榮譽
| 年份   | 音樂獎         | 被提名門類                      | 提名作品               | 結果 |
| ------ | -------------- | ------------------------------- | ---------------------- | ---- |
| 1992年 | 靈魂列車音樂獎 | 最佳新歌手                      | 如此強烈               | 提名 |
| 1992年 | 靈魂列車音樂獎 | 最佳女性節奏布魯斯 / 騷靈樂單曲 | 我該如何撫平傷痛       | 獲獎 |
| 1992年 | 靈魂列車音樂獎 | 最佳女性節奏布魯斯 / 騷靈樂專輯 | 如此強烈               | 提名 |
| 1992年 | 格萊美獎       | 最佳節奏布魯斯女歌手            | 我該如何撫平傷痛       | 獲獎 |
| 1992年 | 格萊美獎       | 最佳節奏布魯斯歌曲              | 我該如何撫平傷痛       | 提名 |
| 2014年 | 格萊美獎       | 最佳音樂電影                    | 伴唱人生：聚光燈外20呎 | 獲獎 |

## 外部連接
- 官方网站（英文）
- 麗莎·費雪的X（前Twitter）
- 麗莎·費雪的Facebook專頁
- 麗莎·費雪的Instagram帳戶
- YouTube上的麗莎·費雪頻道
- 麗莎·費雪在Allmusic上的頁面
- 麗莎·費雪的Discogs页面（英文）
- 麗莎·費雪在互联网电影资料库（IMDb）上的資料（英文）
- 互联网外百老汇数据库（IOBDB）上麗莎·費雪的資料（英文）
- 麗莎·費雪的格萊美獎獲獎及提名歷史 （页面存档备份，存于）